# ملدن (کارولینای جنوبی)
ملدن(به انگلیسی: Mauldin) شهری در ایالت کارولینای جنوبی کشور ایالات متحده آمریکا است که جمعیت آن در سرشماری سال ۲۰۱۰ میلادی، ۲۲٬۸۸۹ نفر بوده‌است.